# لهاش (تشلاو)
لهاش (بالفارسية: لهاش) هي قرية تقع في إيران في مازندران. يقدر عدد سكانها بـ 37 نسمة بحسب إحصاء 2016.